# General Rivadeneira Airport
General Rivadeneira Airport är en flygplats i Ecuador.   Den ligger i provinsen Esmeraldas, i den nordvästra delen av landet, 180 km nordväst om huvudstaden Quito. General Rivadeneira Airport ligger 7 meter över havet.
Terrängen runt General Rivadeneira Airport är kuperad söderut, men åt nordväst är den platt. Havet är nära General Rivadeneira Airport norrut. Runt General Rivadeneira Airport är det ganska glesbefolkat, med 39 invånare per kvadratkilometer. Närmaste större samhälle är Esmeraldas, 3,4 km sydväst om General Rivadeneira Airport. Omgivningarna runt General Rivadeneira Airport är en mosaik av jordbruksmark och naturlig växtlighet.